# Познанский форум коммунистов
Познанский форум коммунистов (пол. Poznańskie Forum Komunistów) — польская ортодоксально-коммунистическая организация в Познани 1981 года. Действовал в период противостояния правящей компартии ПОРП с независимым профсоюзом Солидарность. Стоял на догматических позициях «партийного бетона», ориентировался на члена Политбюро и секретаря ЦК ПОРП Тадеуша Грабского. Выступал против «Солидарности» и реформистских «горизонтальных структур». Участвовал во внутренней борьбе в руководстве Познанского воеводства. В преддверии военного положения преобразовался в марксистско-ленинский семинар и вскоре прекратил деятельность.

## Особенности ситуации в Познани
В августе 1980 года забастовочное движение в Польше привело к легализации независимого профсоюза Солидарность. Сменилось руководство правящей компартии ПОРП — вместо Эдварда Герека первым секретарём ЦК стал Станислав Каня. Была произведена масштабная замена руководящих кадров. В партийно-государственном руководстве и аппарате происходил раскол. Уже с осени 1980 консолидировался «партийный бетон» — выступавший за подавление «Солидарности», жёсткую партократию, идеологическую монополию марксизма-ленинизма.
Одним из ведущих лидеров «бетона» стал член Политбюро и секретарь ЦК ПОРП Тадеуш Грабский. Много лет Грабский был тесно связан с Познанью: состоял в местной парторганизации и в воеводском комитете ПОРП, занимал различные хозяйственные посты, в 1973—1975 был Познанским воеводой. Он издавна придерживался ортодоксально-коммунистических позиций, ещё в 1978 открыто выступал против «либерального» курса Герека.
Для руководства ПОРП и ПНР Познанское воеводство было регионом критическим важным и остропроблемным. Сохранялась память об Июньском восстании 1956. Высокий уровень промышленного развития предопределил влияние «Солидарности». Многие члены ПОРП тоже выступали за демократизацию страны и партии, за сотрудничество с новым профдвижением. Получили развитие реформистские «горзонтальные структуры» — особенно Познанский форум политической мысли (PFMP). Оплотами «Солидарности» и «горизонталей» стали машиностроительный Завод Цегельского и Университет имени Адама Мицкевича в Познани.
С 1970 по 1980 пост первого секретаря Познанского воеводского комитета ПОРП занимал Ежи Засада. Типичный «герековский кадр» был отстранён вместе с Гереком (впоследствии с Гереком же интернирован). Станислав Каня направил на эту должность экономиста и дипломата Ежи Кусяка, ранее первого секретаря Калишского воеводского комитета ПОРП. Однако Кусяк не справлялся с положением, не обладал авторитетом ни в «горизонталях», ни в «бетоне», и не смог должным образом мобилизовать аппарат.
Самым популярным деятелем в низовых парторганизациях был секретарь парткома Завода Цегельского Эдвард Скшипчак — сторонник реформ, демократический социалист по взглядам, откровенно симпатизировавший «Солидарности». На воеводской партконференции в июне 1981 большинство делегатов — вопреки позиции ЦК — проголосовали за Скшипчака. Первым его публичным актом стало открытие Познанских крестов — памятника погибшим в июне 1956 года.
Руководство Кусяка и тем более «секретаря от „Солидарности“» Скшипчака не устраивало влиятельный познанский «бетон». Ситуацию в Познани взял на контроль Грабский. Консервативный аппарат группировался вокруг Познанского воеводы Станислава Цозася (в молодости офицера МОБ) и воеводского коменданта милиции полковника Генрика Зашкевича. Цозась был прямым преемником Грабского, Зашкевич начинал при воеводе Грабском службу в Познанской комендатуре. Эта группа имела сторонников в среде консервативно и догматично настроенных коммунистов.
С осени 1980 в Познани стали распространяться анонимные листовки с резкими нападками на «Солидарность» и партийных реформистов, обвинениями в «средневековом теократическом терроре, который заставляет нас скрываться и доводит до слёз наших детей» (предположительно эти материалы распространяла местная Служба госбезопасности, во главе которой стоял тогда полковник Тшибиньский). Первое открытое выступление в партийном издании Gazeta Zachodnia в апреле 1981, после всепольского обострения Быдгощского марта и многомиллионной забастовки. Автор Войцех Корновский был снабженцем предприятия по производству пластмассовых игрушек, но его тесть Феликс Семянковский — секретарём по оргвопросам воеводского комитета ПОРП. Выступая с «бетонных» позиций, Корновский обличал «молчание и пассивность в политической борьбе» как «предательство идеалов партии».

## Кадры и принципы
16 июня 1981 был учреждён Познанский форум коммунистов (PFK). Идеология и политическая программа PFK практически совпадали с другими организациями «партийного бетона» — Катовицким партийным форумом (KFP), Варшавой 80, Движением щецинских коммунистов (RSK), Коммунистическим союзом польской молодёжи (KZMP). Программные тезисы включали полновластие ПОРП, государственную идеологию марксизма-ленинизма, жёсткий государственный порядок, подавление «Солидарности», чистку правящей партии от «ревизионистов и социал-демократов».
Разница заключалась в кадрах и расстановке приоритетов. Члены PFK характеризовались как «несколько десятков человек старшего поколения и среднего достатка, своим положением связанные с ПОРП». Но из примерно 150 членов PFK значительную часть составляли хозяйственники, экономисты, технократы — в отличие от сугубо «гуманитарных и философских» KFP, RSK, «Варшавы 80». Председателем стал директор Завода автоматических систем MERA Ян Маерчак. Многолетний партийный функционер, в своё время Маерчак работал на заводе вместе с Грабским и много лет поддерживал тесную связь.
Важное место в требованиях PFK занимало восстановление управляемости в экономике, укрепление дисциплины на производстве, упорядочение системы планирования. «Политическая и идеологическая ясность» в версии сталинистского режима Болеслава Берута рассматривалась как «залог экономического развития». Особо резкой критике подвергались идеи рабочего самоуправления, характерные для ранней «Солидарности». Познанские «красные директора» категорически требовали полновластия заводской администрации и запрета забастовок. Но в этих выступлениях часто звучали конкретно-хозяйственные, а не идеологические мотивы. Партийный «либерал»-реформатор Хиероним Кубяк, очень скептически относившийся к любому «бетону», отмечал, что среди членов PFK встречались лично честные люди. В то же время, требования управляемости и дисциплины отражали стремление хозяйственной номенклатуры сохранить своё положение в социальной иерархии.
Эти особенности не означали каких-либо принципиальных идеологических отличий от других ортодоксальных группировок. В первой же декларации PFK содержались призывы «противостоять антисоциалистическим силам, прекратить нигилистическое отрицание достижений ПНР, покончить с антисоветскими проявлениями». Крайне догматичный KFP направил из Катовице в Познань «горячий коммунистический привет». На втором собрании PFK 22 июня под аплодисменты выступил лидер KFP ортодоксальный сталинист Всеволод Волчев. В прессе отмечалась царившая на собрании «атмосфера начала 1950-х годов».
PFK вёл резкую кампанию против Эдварда Скшипчака. Маерчак забрасывал ЦК ПОРП письмами о «разрушении партийной организации» со стороны воеводского комитета и требованиями отстранить познанского первого секретаря. В июле 1981, перед открытием IX чрезвычайного съезда ПОРП, делегация PFK посетила Катовице и участвовала в организованной KFP демонстрации сил «бетона». Были проведены конференция и митинг, делегатам съезда направлено открытое письмо с призывом отстоять марксистско-ленинский характер ПОРП.
Познань становилась третьим, после Варшавы и Катовице, центром консолидации консервативно-догматических сил, а Маерчак — заметной политической фигурой не только познанского масштаба. В то же время отмечалось, что познанские ортодоксы не проявляли никакой самостоятельности. Даже в риторике они всецело следовали за аппаратным «бетоном» из воеводской администрации и высших партийных органов. В этом состояло их отличие от «катовицких товарищей» — KFP Волчева, полностью контролируемый партаппаратом Анджея Жабиньского, всё же иногда позволял себе собственные идеологические установки.
Существенно, что в 1975—1979 Маерчак был генеральным консулом ПНР в чехословацкой Остраве. Первым секретарём регионального комитета Компартии Чехословакии (КПЧ) был в то время Мирослав Мамула, активно вмешивавшийся в польскую политическую борьбу начала 1980-х. Руководство КПЧ активно протежировало «бетону» ПОРП, и такие связи Маерчака усиливали позиции PFK. Поддерживались связи и с советским консульством в Познани. ТАСС и Известия публиковали материалы о PFK, конструировали образ влиятельной организации. Однако не отмечено ни одного случая заявленной поддержки PFK со стороны какой-либо первичной парторганизации.
Выступление Маерчака на июньской конференции Познанской воеводской организации ПОРП выдерживалось самой в жёсткой тональности. Он критиковал первого секретаря Каню за нерешительность, призывал коммунистов «не стыдиться быть коммунистами», сохранить «марксистско-ленинское лицо» и очистить партию от «людей без идеалов», грозил повторением Познанского июня и национальной катастрофой, обещал «бороться до конца».
В ноябре Ян Маерчак стал председателем познанского клуба Ассоциации «Реальность» — всепольской координационной сети ортодоксально-коммунистических групп, созданной Рышардом Гонтажем. Также он возглавлял в Познани отделение национал-коммунистического объединения «Грюнвальд». Таким образом, в лице Маерчака были объединены все основные ипостаси «бетона».

## Воеводский конфликт
PFK пользовался серьёзной поддержкой воеводской администрации. Станислав Цозась лично участвовал в мероприятиях форума. Воевода, в молодости участвовавший в подавлении антикоммунистического подполья, полностью разделял позиции «бетона». Он имел и особые счёты с «Солидарностью» — Познанский профцентр способствовал расследованию служебных злоупотреблений Цозася.
Отношения PFK с воеводским комитетом ПОРП были гораздо сложнее. Первоначально комитет не препятствовал форуму, хотя и не поддерживал его. Но ситуация быстро обострилась. В ответ на обвинения Маерчака первый секретарь Скшипчак характеризовал активистов PFK как «врагов социализма, хулиганов и бездельников», возлагал на них ответственность за кризисную ситуацию. Второй секретарь Ян Мельцарек рекомендовал и PFK, и PFMP действовать под эгидой воеводского комитета — то есть воздерживаться от самостоятельной активности.
Между Скшипчаком и Цозасем шла ожесточённая «аппаратная война». Воевода обвинял секретаря в «либерализме», «оппортунизме», утверждал, что Скшипчак получил свой пост благодаря поддержке «Солидарности» и костёла. Первый секретарь поднимал вопросы о незаконных постройках частных вилл Цозася, а также полковника Зашкевича, о махинациях воеводы с ваучерами на приобретение автомобилей Polski Fiat. Представители PFK, включая самого Маерчака, активно выступали на стороне Цозася.
Станислав Цозась был отстранён от должности в сентябре 1981 и заменён учёным-аграрником Марианом Крулем. Депутаты воеводского совета — члены PFK голосовали против кандидатуры Круля, утверждённой партийными инстанциями. Эдвард Скшипчак в июне 1982 уступил секретарский пост генералу бригады Эдварду Лукасику. Оба кадровых решения принял Войцех Ярузельский (без учёта мнения PFK).

## Послесъездовское сворачивание
При создании PFK, как и других организаций «бетона», первоочередной задачей ставилось обеспечение перевеса консервативных сил на IX чрезвычайном съезде ПОРП. Перед открытием съезда в июле 1981 PFK активно участвовал в демонстрации сил «бетона», организованной KFP. В Катовице прошли конференция и митинг. Участники направили открытое письмо делегатам съезда с призывом отстоять марксистско-ленинский характер ПОРП.
Члены PFK присутствовали на съезде даже не имея мандатов (что вызвало партийное расследование). Они поддерживали представителей «бетона», особенно Тадеуша Грабского и Альбина Сивака, выступали против Мечислава Раковского, Стефана Братковского и других «партийных либералов». Политически неоднозначные итоги съезда вызвали в PFK откровенное недовольство. С одной стороны, на первый план выдвинулись «товарищи в погонах» во главе с генералом армии Ярузельским. Это вполне соответствовало позиции «бетона». С другой — некоторые высокопоставленные догматики, в том числе Тадеуш Грабский, потерпели сокрушительное поражение при выборах ЦК. Грабский был выведен из политики. Это сильно деморализовало и дезорганизовало познанских догматиков.
28 июля в Познани состоялась консультационная конференция «Форум польских коммунистов». Организационную часть взял на себя PFK. Несколько десятков «бетонных» групп со всей Польши обсудили итоги съезда. Они выразили поддержку партийному руководству — и при этом приняли за основу ортодоксально-догматические установки KFP.
18 октября 1981 пленум ЦК ПОРП отправил в отставку первого секретаря Станислава Каню, переизбранного тремя месяцами ранее. Посты первого секретаря ЦК ПОРП, председателя Совета министров и министра национальной обороны ПНР совместил генерал Ярузельский. Ставка на военный режим сделалась совершенно очевидной. PFK полностью поддерживал этот курс и уже не видел необходимости в самостоятельной позиции. Сразу после пленума организация преобразовалась в Семинар марксистско-ленинских знаний (SWML). Деятельность PFK сворачивалась. За всё время существования организация не вышла за пределы узкого кружка и не обрела сколько-нибудь заметной поддержки среди рядовых членов ПОРП.

## Прекращение
13 декабря 1981 в Польше было введено военное положение. Власть перешла к Военному совету национального спасения во главе с Ярузельским. Активисты «бетона», в том числе PFK полностью поддержали подавление «Солидарности» военной силой, но уже не играли сколько-нибудь самостоятельной роли. Военно-партийный режим не имел в них нужды. Тадеуш Грабский занимал малозначимый пост советника польского торгпредства в ГДР. Некоторое время он возглавлял Ассоциацию «Реальность», где группировались его преданные сторонники, включая Яна Маерчака. Но попытки добиться для «Реальности» политического статуса не удались: в январе 1983 ассоциация была распущена. Окончательно прекратилась и активность PFK.